# Namirea dougwallacei
Namirea dougwallacei är en spindelart som beskrevs av Raven 1993. Namirea dougwallacei ingår i släktet Namirea och familjen Dipluridae.
Artens utbredningsområde är Queensland. Inga underarter finns listade i Catalogue of Life.